# 北成
北成，是台灣宜蘭縣羅東鎮的一個傳統地域名稱，位於該鎮西部。相較於今日行政區，其範圍大致包括北成里、國華里、樹林里西南端凸出部分、賢文里西半部。

## 歷史
台灣清治末期，北成地區為一街庄，稱為「北成庄」，隸屬於清水溝堡。該庄東北與竹林庄為鄰，東南與阿里史庄為鄰，西南邊及西邊為廣興庄，西北邊為歪仔歪庄。
1901年（日治明治三十四年）11月，廢縣廳改設二十廳，該庄隸屬於宜蘭廳，編入第十區。1905年（明治三十八年）7月，第十區改名「清水溝區」。1909年（明治四十二年）10月，合併二十廳為十二廳，該庄仍隸屬於宜蘭廳。1920年（大正九年），廢十二廳改設五州二廳，該庄改制為「北成」大字，隸屬於臺北州羅東郡羅東街，大字下有「北城」、「北投」小字名。
戰後羅東街改制為羅東鎮，隸屬於臺北縣，大字改制為里。1950年10月，北、基、宜分治，羅東鎮改隸屬於宜蘭縣。

## 聚落
本地區發展較早的聚落有北成、北投等，在日治期初期的官方地圖上已有記載。此外，本地區尚有客人城、茅仔寮、樹林等聚落。

## 交通
省道台7丙線（中山路四段）是大同鄉牛鬥橋至五結鄉利澤簡的幹道，大致以西南西－東北東走向經過北成地區南端邊界地帶。由該道路向西南西轉西可前往冬山西北部、三星、大同鄉牛鬥橋並止於省道台7線本線路口，向東北東可前往羅東市區、五結利澤簡並止於省道台2戊線路口。
鄉道宜26線（公正路）是楓林至羅東鎮北成的道路，其東側端點位於本地區東部凸出部分的省道台9線路口。由此向西北西出境後以弧形轉東北－西南走向再度入境並轉東南－西北走向，出境後可前往廣興北部、大洲、中溪洲、紅柴林後轉南並止於縣道196號路口。

## 學校
- 羅東高商（大部分）
- 國華國中
- 北成國小